# GATE 7
『GATE 7』（ゲート セブン）は、CLAMPによる日本の漫画作品。『ジャンプスクエア』（集英社）2010年12月号に第1話が掲載され、2011年3月号から連載が開始したが、2013年2月号以降、休載に入っている。京都を舞台に、異形のものたちと戦う華街の住人と、ある高校生との交流を描いたファンタジー漫画作品。歴史上の人物を取り上げられている。
「全国書店員が選んだおすすめコミック2012」では、12位を獲得した。

## ストーリー
高校生、高本致佳人は京都へ旅行中、「裏七軒」のはな、桜、橘と名乗る謎の3人組と出会い、異空間の結界内で、異形と戦うはな達の姿を目の当たりにする。彼らは豊臣秀次という男に仕えており、徳川陣営や異形と戦う日々を送っていた。致佳人は裏七軒との同居生活を送っていく中で、はなとの距離を縮めていくが、武将達が徐々に戦いの準備を進めていく。致佳人は、「裏」の世界での武将達の争いに巻き込まれていくことになる。

## 登場人物
大半の登場人物の素性は伏せられる傾向にある。

### 主要人物
はな
天真爛漫で可愛らしい子供（性別は不明）。華街の住人。好物は麺類（春雨も大好き）で、小柄な体型に似合わず大食い。自分と同じ「無」の性質を持った致佳人に縁を感じており、「妙法　戻り鳥」を使って東京から京都へ呼び戻した。当人の「無」とは、相手が自分に向けてきた攻撃を自分の物にすることが出来る能力。政宗に想いを寄せられているが、彼をあまり相手にしていない。裏七軒には「待つ」ために自分の意志でいるらしい。猫のような仕草が多い。また、手先がとても器用。
高本致佳人 （たかもと ちかひと）
本作の主人公。歴史や古都が好きな西陣高校の3年生。京都を観光中に、力のない者には見えないはずのはな達の戦いに遭遇し、普通の人間には入れないはずの異空間へ迷い込む。その3ヵ月後、紆余曲折を経て京都で暮らすことになり、はなや橘・桜の住む上七軒の家で居候することになる。料理が得意。はなと同じ「無」の性質があるがはなとは違いすべてを取り払う能力がある。はなや橘・桜の住む上七軒の家に居候することになる。当初は異空間の戦いにあたふたすることが多かったが、次第に生死よりも勝敗に拘る武将達の情熱に疑問を抱き始め彼らの争いを止めたいと思うようになる。政宗が言うには「一度どこかで向かい合ったことがある」らしいが、京都に来る前のことは不明な点が多い。

### 裏七軒
橘 （たちばな）
黒髪で細身の華街の青年。陽属の武具を生成する。とても寝起きが悪い。大学生。裏七軒には双子の姉である杉を家光から取り戻すためにいるらしい。はなに甘く、よそ者の致佳人に対しては厳しい一面も。
桜 （さくら）
白髪で大柄の華街の青年。陰属の武具を生成する。人肌がないと眠れないらしい。料理が上手。普段は上七軒の舞妓や芸妓の帯結びを担当する男衆の手伝いをしている。『隠威』持ちだが、「今」はいない。橘と異なり、致佳人には親切。
豊臣秀次 （とよとみ ひでつぐ）
致佳人の目の前に現れた胡散臭い笑顔の男。現世の豊臣秀吉の甥「秀次」。生まれ変わりかどうかは不明だが、神言によると現世の豊臣の血を受け継ぐものとして一番相応しいという。『隠威・神言』と『裏七軒』を受け継いだ。秀次とは戸籍上の名前ではなく、神言がそう呼ぶからそう名乗っているだけ。
神言 （みこと）
人と血の約定を結ぶことで、その者に力を与える『隠威（オニ）』。豊臣秀吉と契約し、秀次を主としている。頭には角があり、ウサギのような長い耳を持つが、見た目は少女。予知予言が得意。人形が好きで、ブライスが特にお気に入り。

### 裏七軒の関係者
伊達政宗 （だて まさむね）
よく言えばロックスタイル、悪く言えばかなりの問題児童な小学5年生。隠威は「倶利伽羅」と言う名の刀。政宗の右目はその倶利伽羅に与えたため、隻眼となった。はなが大好きだが、当の本人からはあしらわれていることが多い。はなと親しい致佳人を恋敵として毛嫌いしている。早く大人になりたいという願望から、小学1年生の時から小学6年生を自称している。
片倉小十郎 （かたくら こじゅうろう）
政宗の隠威である倶利伽羅をその身に抱く人間。代々、片倉家ではそれが出来るものだけが真の「小十郎」を名乗れる。伊達が刀なら片倉は鞘。それ以外での彼の主な役目は政宗のお目付役で、彼を叱ったり叱ったり叱ったりすることらしい。
真田幸村 （さなだ ゆきむら）
本名は「真田信繁（さなだ のぶしげ）」。普段は保育園で先生をしており、致佳人に自分より「押しの弱そうなひと」と言わしめた程に気弱。園の子供たちにとても好かれている。九度山保育園に勤務。隠威の名は「偃月（えんげつ）」。壊滅的な程に手先が不器用で、手先が器用なはなに助けられることが多い。
真田十勇士 （さなだじゅうゆうし）
幸村に仕える猿飛佐助、霧隠才蔵、穴山小介、由利鎌之助、三好清海入道、三好伊三入道、根津甚八、筧十蔵、海野六郎、望月六郎の十人の従者。幸村の通し名は彼ら十勇士だけが使っていたものが、立川文庫等に書かれたことで世間に広まってしまったらしい。普段、佐助は美容師、才蔵は弁護士、三好兄弟は幸村と同じ保育士をしている。

### 徳川陣営
徳川家光 （とくがわ いえみつ）
神社の前で倒れそうになっていたところを致佳人に助けられた美少年。致佳人曰く「きらきらしてる」。隠威の名は「三葉」。柳生十兵衛と天海を従えている。蒼生夕（あおいゆう）と名乗り致佳人と同じ西陣高校に通っている。
好きなものは独占し、壊れるまでいじり倒さずにはいられない、たとえ人間相手でも自由を奪ってそうせずにはいられない厄介な性格。洋菓子作りが得意。
柳生十兵衛 （やぎゅう じゅうべえ）
家光の従者の女性。左目に包帯を巻いている。本人曰く正しい名は「柳生三厳（やぎゅう みつよし）」であるが、家光はそれが面白くないらしい。家光に従うことが多いが、内心では冷酷な彼を嫌っている。
天海 （てんかい）
家光の従者の男性。サングラスを掛け前髪をオールバックにしている。無口。
杉 （すぎ）
橘の双子の姉。桜からは「杉姫」と呼ばれている。隠威持ちだが、家光に囚えられ、全身を呪布で拘束されて身動きもできぬ状態で監禁されている。自分を道具扱いする家光を「変態」と呼び嫌っている。テレパシーを使って致佳人に助けを求めている。
細川ガラシャ （ほそかわ がらしゃ）
ゴスロリ風の家光配下の少女。 本名は「珠（たま）」（ガラシャは洗礼名）。細川忠興（ほそかわ ただおき）の妻。隠威の名は「逃水」。
なお、彼女たち徳川方の配下は家光と対面できないか、対面しても顔を「なぜか」認識することができず、家光の素顔を知らない。
石田三成 （いしだ みつなり）
眼鏡をかけた細身の少年。戦国時代は豊臣側だったが、今世では徳川に味方する。またかつての盟友であった幸村にそのことを自ら告げに現れた。西陣高校に通っている。
島左近 （しま さこん）
三成の従者の大柄な少年。三成と共に徳川に付く。三成同様、西陣高校に通っている。
千姫 （せんひめ）
家光の妹。蒼生千夜（あおいちや）と名乗り西陣高校に編入して来る。1年生。
天珠（てんじゅ）
千姫の隠威。妖精のような姿をしている。

### その他の人物
明智光秀 （あけち みつひで）
秀次と同じく、織田信長の亡骸と共に行方不明となった『隠威・第六天魔王』を欲している者。そのために秀次の神言をも狙う。致佳人の通う高校で化学教師をしている。
炎禍（えんか）
明智に従う隠威。容姿は明智と同じで、火喰鳥と呼ばれる鳥の形をした炎を操る。お菓子が好き。気弱で温厚だが、お菓子を目の当たりにするとテンションが上がる。

## 世界観・用語解説
隠威と使い手の関係性
政宗とガラシャの戦いで、「隠威と使い手は一心同体。使い手の鍛錬が甘いと、隠威が傷つけば使い手も傷つく」ことが明らかになる（ガラシャは武人ではなく鍛錬が甘かったため、「逃水」が斬られたことで本人も斬られたような深手を負った）。
裏七軒（うらしちけん）
はなと桜、そして橘が所属する花街・上七軒と同時期に作られた豊臣と京の都を守るための異能集団。北野天満宮の近辺に位置しており、致佳人が3人の家に居候している。

## 書誌情報
- CLAMP 『GATE 7』 集英社〈ジャンプ・コミックス〉、既刊4巻（2013年2月4日現在）
  1. 2011年6月8日第1刷発行（6月3日発売[集 1]）、ISBN 978-4-08-870251-3
  2. 2011年11月9日第1刷発行（11月4日発売[集 2]）、ISBN 978-4-08-870344-2
  3. 2012年5月7日第1刷発行（5月2日発売[集 3]）、ISBN 978-4-08-870410-4
  4. 2013年2月9日第1刷発行（2月4日発売[集 4]）、ISBN 978-4-08-870544-6

### 集英社BOOK NAVI
以下の出典は『集英社BOOK NAVI』（集英社）内のページ。書誌情報の発売日の出典としている。
1. ↑  “GATE 7/1｜CLAMP｜ジャンプコミックス｜”. 2011年12月6日閲覧。
2. ↑  “GATE 7/2｜CLAMP｜ジャンプコミックス｜”. 2011年12月6日閲覧。
3. ↑  “GATE 7/3｜CLAMP｜ジャンプコミックス｜”. 2012年5月3日閲覧。
4. ↑  “GATE 7/4｜CLAMP｜ジャンプコミックス｜”. 2013年2月4日閲覧。